# Vassobia
Genre
Vassobia est un genre de plantes de la famille des Solanaceae.

## Liste d'espèces
Selon NCBI (16 avr. 2012) :
- Vassobia breviflora
- Vassobia dichotoma
- Vassobia fasciculata